# Federalni kriminalistički policijski ured (Njemačka)
Federalni kriminalistički policijski ured Savezne Republike Njemačke (njemački: Bundeskriminalamt) federalna je istraživačka policijska ustanova pod izravnom upravom Ministarstva unutarnjih poslova. Džavno sjedište Ureda nalazi se u Wiesbadenu, s brojnim pokrajinskim sjedištima i manjim uredima u svim ostalim saveznim državama. Osim državnog sjedišta, po veličini i važnosti ističu se podružnice u Berlinu i Meckenheimu kraj Bonna.
Ured je osnovan 15. ožujka 1951. kao državna ustanova i u njoj je zaposleno oko 5.500 radnika, uglavnom policajaca i policijskih inspektora. Glavne zadaće ustanove su suradnja između federalnih i državnih policijskih i vojnih snaga, borba protiv državnog i međunarodnog organiziranog kriminala, planiranje i provedba protuterorističkih akcija na području SR Njemačke, briga za nacionalnu sigurnost i zaštita ustavno-pravnog poretka i štićenih osoba. Također, nadležna je za provedbu istraga ubojstava i drugih smrtonosnih prekršaja počinjenih na području svojeg djelokruga i izvještavanje njemačke javnosti i pučkog pravobranitelja o tijeku istrage.
Znanstveno-istraživačka skupina Ureda prva je u proučavala pojam krimigeografije (kriminalističke geografije).

## Ravnatelji
Dužnosti ravnatelja Bundeskriminalamta vršili su:
- Dr. Max Hagemann (1951. – 1952.)
- Dr. Hanns Jess (1952. – 1955.)
- Reinhard Dullien (1955. – 1964.)
- Paul Dickopf (1965. – 1971.)
- Horst Herold (1971. – ožujak 1981.)
- Heinrich Boge (ožujak 1981. – 1990.)
- Hans-Ludwig Zachert (1990. – travanj 1996.)
- Klaus Ulrich Kersten (travanj 1996. – 26. veljače 2004.)
- Jörg Ziercke (26. veljače 2004. - prosinac 2014)
- Holger Münch (1. prosinca 2014.)

Neki od njih nisu bili samo kriminalisti ili policijski djelatnici, već i političari. Tako je Hanns Jess bio političar iz redova Kršćansko-demokratske unije (CDU-a), a Horst Herold, Heinrich Boge i Jörg Ziercke iz redova Socijaldemokratske stranke Njemačke. Ravnateljski mandat nije vremenski određen, ali se najčešće ravna prema predsjedničkim mandatima, odnosno u trajanjima po 5 godina.
Uz dužnost ravnatelja, postoji i dužnost potpredsjednika, koji se ne mijenjaju nužnu kada i ravnatelji. Ni oni nemaju točno određeno trajanje mandata.

## Vanjske poveznice
- www.bka.de - službene stranice  Arhivirana inačica izvorne stranice od 20. prosinca 2016. (Wayback Machine) (njem.)